# Busker
Busker er en dansk musikfilm fra 2010 instrueret af Jazbo von Magius Gross.

## Handling
Alder og genrer er underordnet for filmens musikanter, der lever af (og for) at spille på Europas gader og stræder. Musikken er en livsstil, der er blevet overleveret dem gennem generationer. De er performere af sind, og klicheen "rullesten" matcher for en gangs skyld deres nomadiske liv, fra Paris og Nice over Milano og København til Istanbul. Det handler om frihed, og det kan høres fra første til sidste strofe. Man bliver aldrig for gammel til at være beat.